# Consejería de Salud y Familias de la Junta de Andalucía
La Consejería de Salud y Consumo es la consejería de la Junta de Andalucía encargada de las competencias autonómicas en materia de sanidad e higiene pública, hospitales, consumo y políticas de familia. Recibe este nombre desde el inicio de la XI legislatura (2022-2026).
Tiene su sede en el Edificio Arena 1, situado en la Avenida de la Innovación s/n, en Sevilla.

## Reseña histórica
La Consejería de Salud como tal fue creada durante la I Legislatura de la Junta de Andalucía, en 1982. Anteriormente, durante el primer gobierno preautónomico, se denominó Consejería de Sanidad y Seguridad Social y, durante el segundo gobierno preautónomico, Consejería de Sanidad. Desde 1982 ha ido variando su denominación según haya funcionado como un departamento independiente (Consejería de Salud) o haya compartido competencias con los ámbitos de igualdad, consumo y políticas sociales:
- Consejería de Sanidad y Seguridad Social (1978-1979)
- Consejería de Sanidad (1979-1982)
- Consejería de Salud y Consumo (1982-1986)
- Consejería de Salud (1986-2012 y 2015-2019)
- Consejería de Salud y Bienestar Social (2012-2013)
- Consejería de Igualdad, Salud y Políticas Sociales (2013-2015)
- Consejería de Salud y Familias (2019 - 2022)
- Consejería de Salud y Consumo (2022 - actualidad)

## Entidades y organismos adscritos a la consejería
- Servicio Andaluz de Salud.
- Agencia de Servicios Sociales y Dependencia de Andalucía.
- Consorcio Sanitario Público del Aljarafe.
- Escuela Andaluza de Salud Pública S.A. (EASP).
- Fundación Andaluza para la Integración Social de Personas con Enfermedad Mental (FAISEM).
- Fundación Pública Andaluza para la Investigación de Málaga en Biomedicina y Salud (FIMABIS).
- Fundación Progreso y Salud.
- Fundación Pública Andaluza para la Gestión de la Investigación en Salud de Sevilla (FISEVI).
- Fundación Pública Andaluza para la Investigación Biosanitaria en Andalucía Oriental Alejandro Otero (FIBAO).
- Fundación Rey Fahd Bin Abdulaziz.

## Centros directivos
- Consejero
- Viceconsejería
- S.G de Investigación, Desarrollo e Innovación en Salud
- S.G de Familias
- Secretaría General Técnica
- D.G de Salud Pública y Ordenación Farmacéutica
- D.G de Consumo
- D.G de Cuidados sociosanitarios

## Lista de consejeros de Salud
- Antonio José Delgado de Jesús (1978-1979)
- Fernando Arenas del Buey (1979-1982)[2]
- Pablo Recio Arias (1982-1986)[3]
- Eduardo Rejón Gleb (1986-1990)
- José Antonio Griñán Martínez (1990-1992)
- José Luis García de Arboleya y Tornero (1992-2000)
- Francisco Vallejo Serrano (2000-2004)
- María Jesús Montero Cuadrado (2004-2013)
- María José Sánchez Rubio (2013-2015)
- Aquilino Alonso Miranda (2015-2017)
- Marina Álvarez Benito (2017-2019)
- Jesús Aguirre Muñoz (2019-2022)
- Catalina García Carrasco (2022-presente)